# Zalman King
Zalman King (Trenton, 23 mei 1942 – Santa Monica, 3 februari 2012) was een Amerikaanse filmregisseur, scenarioschrijver, producent en acteur. Hij verwierf vooral bekendheid met sensuele en erotische films zoals Two Moon Junction en Wild Orchid, evenals de televisieserie Red Shoe Diaries. Zijn stijl werd gekenmerkt door sfeervolle cinematografie en een nadruk op vrouwelijke sensualiteit.

## Biografie
Zalman King Lefkowitz werd geboren in Trenton in een joods gezin. In het begin van zijn acteercarrière liet hij zijn achternaam vallen. Hij begon als acteur in de jaren 1960 en verscheen in populaire series als The Alfred Hitchcock Hour, Gunsmoke en The Munsters.
In de jaren 1970 speelde hij onder andere in de film Blue Sunshine (1977) en in de jaren 1980 in Galaxy of Terror (1981). Van 1970 tot 1971 speelde hij de rol van advocaat Aaron Silverman in de serie The Young Lawyers.

## Regiecarrière
King maakte zijn debuut als regisseur met de erotische dramafilm Two Moon Junction in 1988. Deze werd gevolgd door Wild Orchid (1989), met Mickey Rourke en Carré Otis in de hoofdrollen. In 1991 regisseerde hij het vervolg Wild Orchid II: Two Shades of Blue.
In 1992 begon hij aan de televisieserie Red Shoe Diaries, die liep tot 1997 en een cultstatus verwierf. In deze serie speelde David Duchovny de rol van Jake, een man die verhalen las van vrouwen over hun erotische ervaringen. De show groeide uit tot een van de meest bekende erotische reeksen op televisie.
Zijn laatste werk, de film Pleasure or Pain, werd postuum uitgebracht in 2013.

## Persoonlijk leven
King was getrouwd met Patricia Louisianna Knop, een schrijfster en producer. Samen werkten zij aan meerdere projecten, waaronder 9½ Weeks, waarvan King mede-schrijver was. Ze hadden samen twee dochters.
Zalman King overleed op 3 februari 2012 in Santa Monica, Californië, aan kanker. Hij was 70 jaar oud.

## Filmografie

### Series
- 1964: The Munsters - afl. "Far Out Munsters", als de man met de baard
- 1964: The Alfred Hitchcock Hour - afl. "Memo for Purgatory"
- 1965–67: Gunsmoke - 5 afl.
- 1969: Land of the Giants - afl. "The Lost Ones", als Nick
- 1979: Charlie's Angels - afl. "Disco Angels", als Harry Owens
- 1992–1997: Red Shoe Diaries - 11 afl.
- 2000: Red Shoe Diaries - afl. "Girl on a Bike", als scenarist
- 2005 : Forty Deuce - als regisseur

### Films
- 1967: Stranger on the Run – als Larkin
- 1968: Adam-12
- 1970: The Intruders – als Bob Younger
- 1971: You've Got to Walk It Like You Talk It or You'll Lose That Bea - als Carter Fields
- 1971: The Ski Bum – als Johnny
- 1972: Neither by Day nor by Night – als Adam
- 1973: Some Call It Loving – als Robert Troy
- 1975: Trip with the Teacher – als Al
- 1976: The Passover Plot – als Yeshua
- 1977: Blue Sunshine – als Jerry Zipkin
- 1981: Galaxy of Terror – als Baelon
- 1988: Two Moon Junction - als regisseur
- 1988: Wildfire - als regisseur
- 1989: Wild Orchid - als regisseur
- 1991: Wild Orchid II: Two Shades of Blue - als regisseur
- 1992: Lake Consequence - als scenarist
- 1994: Boca - als regisseur
- 1995: Delta of Venus - als regisseur
- 1997: Business for Pleasure - Televisiefilm, als scenarist
- 1998: Black Sea 213 - als scenarist
- 1998: A Place Called Truth - als scenarist
- 1998: In God's Hands - als regisseur
- 1998: Wind on Water - als regisseur
- 2000: Women of the Night - als regisseur
- 2002: Barely Brooke - Televisiefilm, als regisseur
- 2003: Chromiumblue.com - Televisiefilm, als regisseur
- 2006: Crazy Again - als regisseur
- 2006: Dance with the Devil - als regisseur
- 2013: Pleasure or Pain - als regisseur